# Tecumseh, Ontario
Tecumseh är en ort i Kanada.   Den ligger i provinsen Ontario, i den sydöstra delen av landet, 700 km sydväst om huvudstaden Ottawa. Tecumseh ligger 178 meter över havet och antalet invånare är 23 610.
Terrängen runt Tecumseh är mycket platt. Runt Tecumseh är det ganska tätbefolkat, med 72 invånare per kvadratkilometer.. Närmaste större samhälle är Windsor, 9,8 km väster om Tecumseh.
Trakten runt Tecumseh består till största delen av jordbruksmark.